# EUTM Mali
Die EUTM Mali (englisch European Union Training Mission Mali) ist eine multinationale Ausbildungsmission der Europäischen Union (EU). Das Hauptquartier war bis 2022 in Malis Hauptstadt Bamako und befindet sich jetzt im Niger. Ziel war es, die malischen Streitkräfte Forces Armées et de Sécurité du Mali (FAMa) mit der geleisteten militärischen Grundlagenausbildung und Beratung dazu zu befähigen, gegen islamistische Milizen in der Region vorzugehen. Heute ist die Aufgabe der Mission, die Streitkräfte anderer afrikanischer Staaten, zu befähigen (vgl. unten). Die EUTM Mali wird selbst nicht in Kampfhandlungen einbezogen. Parallel zu dieser militärischen Ausbildungsmission betrieb die EU die zivile Mission EUCAP Sahel Mali.
Daneben bestehen bzw. bestanden in Mali noch die UN-Friedensmission MINUSMA, die Mission MISAHEL der Afrikanischen Union und die französische Opération Barkhane.

## Auftrag
EUTM Mali leistet einen Beitrag zur Verbesserung der Kapazität der malischen Streit- und Sicherheitskräfte unter der vollen Kontrolle der malischen politischen Autoritäten im Hinblick auf:
- Konsolidierung der operativen und strategischen Verbesserungen der FAMa, die mit Unterstützung von EUTM Mali erzielt wurden;
- Beitrag zur politischen und sicherheitspolitischen Stabilisierung Malis durch technische Unterstützung bei der Umsetzung des Friedensabkommens;
- Unterstützung der Wiederherstellung der staatlichen Kontrolle, der Rechtsstaatlichkeit und der Ordnung auf dem gesamten Gebiet Malis;
- Unterstützung der G5 Sahel durch die Operationalisierung der G5 Sahel Joint Force durch Beratung und Schulungsunterstützung.

## Geschichte
Als Reaktion auf den Konflikt in Nordmali berieten am 15. Oktober 2012 die EU-Außenminister über Planungen zur Unterstützung und Ausbildung der malischen Sicherheitskräfte.
Am 10. Dezember 2012 hat der Rat der Europäischen Union das Krisenmanagementkonzept für eine GSVP-Ausbildungsmission in Mali gebilligt. Dabei soll die territoriale Integrität und die demokratischen Ordnung des westafrikanischen Staates unterstützt werden. Der Einsatz unter ziviler Aufsicht erfolgt auf Grundlage der Bitte der malischen Regierung und im Rahmen der Resolution 2071 des UN-Sicherheitsrates.
Nach dem Vorstoß islamistischer Terrorgruppen (MUJAO, AQMI und Ansar Dine) im Dezember 2012 und Januar 2013 ins Zentrum Malis griff Frankreich mit der Opération Serval am 11. Januar 2013 militärisch gegen die Separatisten ein. International wuchs die Unterstützung und auch der bereits geplante Einsatz der African-led International Support Mission to Mali (AFISMA) wurde beschleunigt.
In einer Sondersitzung der EU-Außenminister am 17. Januar 2013 in Brüssel – an der auch der malische Außenminister Hubert Coulibaly teilnahm – wurde offiziell der Beginn der Ausbildungsmission für die malische Armee beschlossen. Die gemeinsamen Kosten der Operation wurden auf 12,3 Mio. Euro für ein Mandat von 15 Monaten veranschlagt.
Die Ausbildungsmission war zunächst auf den vergleichsweise ruhigen Süden beschränkt. Seit April 2016 gilt für die europäischen Ausbilder die Nordschleife des Nigers als Nordgrenze. Gefechtsbeteiligung bleibt – auch in Form von „Tactical Monitoring“ – weiterhin ausgeschlossen.
Am 14. Mai 2018 beschloss der Rat der Europäischen Union zur Verstärkung der grenzüberschreitenden Zusammenarbeit in der Sahelzone die Regionalisierung ihrer GSVP-Missionen EUCAP Sahel Mali, EUCAP Sahel Niger und EUTM Mali. Der regionalen Koordinierungszelle sollen auch Experten für innere Sicherheit und Verteidigung der G5 Sahel-Staaten angehören. Bis zum 18. Mai 2020 wurden 59,7 Millionen Euro gemeinschaftlich zur Verfügung gestellt.
Mitte September 2021 wurde bekannt, dass Mali beabsichtige, seine Sicherheitskräfte durch die russische Söldnergruppe Wagner ausbilden zu lassen. Daraufhin stellten mehrere beteiligte Staaten die Mission als solche und ihre Teilnahme im Speziellen infrage (vgl. unten).

### Aussetzung und Verlegung der Mission
Am 11. April 2022, etwa 1½ Monate nach dem Beginn des russischen Angriffs auf die Ukraine, stoppte die EU die Ausbildungsmission, weil die malische Übergangsregierung keine Garantien gegeben habe, nicht mit der Söldnergruppe Wagner zusammenzuarbeiten. Die eingesetzten Soldaten der EUTM Mali blieben nach Angaben des EU-Außenbeauftragten Josep Borrell jedoch in Mali, um Sicherheitskräfte strategisch zu beraten und um ihnen die Regeln der Kriegsführung beizubringen. Später wurde die Mission in das Nachbarland Niger verlegt, um das dortige Militär auszubilden.

### Missionsende
Das 5. Mandat der Europäischen Union für die Mission war bis zum 18. Mai 2024 datiert. Eine weitere Verlängerung fand nicht statt.

### Zwischenfälle und Verluste
Am 21. März 2016 wurde das Hauptquartier in Bamako von drei mit Sturmgewehren bewaffneten Angreifern attackiert. Ein Angreifer wurde während des Feuergefechtes getötet, die beiden anderen Tage später von der malischen Polizei verhaftet. Missionsangehörige oder unbeteiligte Zivilisten wurden hierbei nicht verletzt.
Am 18. Mai 2017 waren mehrere Missionsangehörige von einem Anschlag auf die Ferienanlage „Le Campement“ bei Bamako betroffen. Dabei wurde der portugiesische Sargento-Ajudante Fernando Benido bei dem Feuergefecht zwischen den Angreifern und Soldaten der Missionen EUTM und Barkhane tödlich getroffen. Der spanische Infante de Marine Antonio Carrero verstarb bei einem Unfall auf dem Kraftfahrzeugmarsch zur Anschlagsstelle.
In der Nacht vom 23. auf den 24. Februar 2019 wurde das Training Center an der malischen Offizierschule in Koulikoro von mehreren Angreifern mit Handfeuerwaffen sowie zwei als Sprengsätzen präparierten Autos angegriffen. Der Angriff wurde von malischen und spanischen Sicherungskräften abgewehrt. Hierbei wurden drei malische Soldaten, die den Zugang bewachten, verletzt. Missionsangehörige kamen nicht zu Schaden.

## Ausbildung / Schulung für malische Sicherheitskräfte
Bisher haben ca. 15.000 malische Sicherheitskräfte an nachstehenden Ausbildungen / Schulungen im Koulikorou Training Centre teilgenommen:
- 8 gemischte Kampftruppen-Bataillone GTIA (Groupement Tactique Interarmées) ausgebildet;
- 5 gemischte Kampftruppen-Bataillone GTIA weitergebildet / erneut trainiert;
- 7 gemischte Kampftruppen-Kompanien ETIA (Elément Tactique Interarmées) ausgebildet;
- 9 Kurse für Kompaniechefs der FAMa durchgeführt;
- 4 Kurse für Kompaniechefs der Nationalgarde durchgeführt;
- 33 Kurse für Ausbilder der malischen Sicherheitskräfte (train the trainers / instructor course).

22 mobile Ausbildungen wurden an anderen Standorten durchgeführt; darunter neben den Einheitsaus- und -weiterbildungen auch Sonderlehrgänge beispielsweise für Scharfschützen oder Fliegerleitoffiziere. Die vermittelten Ausbildungsinhalte umfassen auch immer Fragen der Menschenrechte und der Umgang mit Kriegsgefangenen.

### Ausbildung / Schulung für G5 Sahel
Weiterhin wurden nachstehende Schulungen für die G5 Sahel durchgeführt:
- 3 Kurse für G5 Sahel Verbindungsoffiziere;
- 3 Kurse für G5 Sahel Stabsoffiziere;
- 2 Einsatzvorbereitende Ausbildungen für Angehörige der G5 Sahel.

## Organisation (seit 2022 teilweise überholt vgl. Einleitung)
Der Missionskommandeur (Mission Force Commander – MFCdr) kommandiert über das Missionhauptquartier eine Beratereinheit in Bamako, eine Ausbildungs- und Trainingseinheit in Koulikoro sowie die an beiden Standorten vorhandenen Sicherungskräfte und die Sanitätseinrichtungen. In naher Zukunft sollen auch am G5 Sahel Missionshauptquartier in Sévaré Angehörige der EUTM Mali eingesetzt werden.

### Kommandeure
| Land        | Dienstgrad     | Name                          | von       | bis       |
| ----------- | -------------- | ----------------------------- | --------- | --------- |
| Frankreich  | Brigadegeneral | François Lecointre            | Jan. 2013 | Aug. 2013 |
| Frankreich  | Brigadegeneral | Bruno Guibert                 | Aug. 2013 | März 2014 |
| Frankreich  | Brigadegeneral | Marc André Rudkiewicz         | März 2014 | Okt. 2014 |
| Spanien     | Brigadegeneral | Alfonso García-Vaquero Pradal | Okt. 2014 | Juli 2015 |
| Deutschland | Brigadegeneral | Franz Xaver Pfrengle          | Juli 2015 | Dez. 2015 |
| Deutschland | Brigadegeneral | Werner Albl                   | Dez. 2015 | Juli 2016 |
| Belgien     | Brigadegeneral | Eric Harvent                  | Juli 2016 | Dez. 2016 |
| Belgien     | Brigadegeneral | Peter Devogelaere             | Dez. 2016 | Juli 2017 |
| Belgien     | Brigadegeneral | Bart Laurent                  | Juli 2017 | Jan. 2018 |
| Spanien     | Brigadegeneral | Enrique Millán Martínez       | Jan. 2018 | Nov. 2018 |
| Deutschland | Brigadegeneral | Peter Mirow                   | Nov. 2018 | Jun. 2019 |
| Österreich  | Brigadier      | Christian Habersatter         | Jun. 2019 | Dez. 2019 |
| Portugal    | Brigadegeneral | João Pedro Boga Ribeiro       | Dez. 2019 | Jun. 2020 |
| Tschechien  | Brigadegeneral | František Ridzák              | Jun. 2020 | Jan. 2021 |
| Spanien     | Brigadegeneral | Fernando Luis Gracia Herreiz  | Jan. 2021 | Juli 2021 |
| Deutschland | Brigadegeneral | Jochen Deuer                  | Juli 2021 | Dez. 2021 |
| Österreich  | Brigadier      | Christian Riener              | Dez. 2021 | Juni 2022 |
| Tschechien  | Brigadegeneral | Radek Hasala                  | Jun. 2022 | Dez. 2022 |
| Spanien     | Brigadegeneral | Santiago Ortiz-Repiso         | Dez. 2022 | Mai 2024  |

### Missions-Hauptquartier (Mission Field Headquarters – MFHQ)
Das in Bamako im Azalaï Hotel Nord-Sud angesiedelte Hauptquartier ist die wichtigste Komponente des MFCdr. Die Angehörigen des MFHQ beraten den MFCdr bei der Führung der Mission und koordinieren die Aktivitäten der andern Einheiten. Es besteht, wie die meisten höheren militärischen Führungskommandos aus unterschiedlichen Führungsgrundgebieten (FGG):
FGG 1 (J1) behandelt alle in der Mission anfallenden Personalangelegenheiten. In diesem FGG sind auch die für die Pressearbeit verantwortlichen Soldaten angesiedelt.
FGG 2 (J2) beschäftigt sich klassisch mit „Feindkräften“; im Falle von EUTM Mali verantwortet dieses FGG neben der Auswertung der Situation in Nord- und Zentralmali auch die Auswertung der Sicherheitslage an den Ausbildungsstandorten. Auch überprüfen die Soldaten dieses FGG die Lehrgangsteilnehmer auf mögliche Verbindungen zu separatistischen und/oder islamistischen Kräften.
FGG 3 (J3) „führt“ die Mission. Hier werden die direkt anstehenden Trainings koordiniert sowie einzelnen unterstellten Einheiten geführt. In diesem FGG ist auch die Operationszentrale angesiedelt, in der auch Vertreter aller anderen FGG sitzen.
FGG 4 (J4) ist verantwortlich für das Material, darunter Fahrzeuge, Betriebsstoffe, Waffen, Munition. Innerhalb dieses FGG werden auch die von Mali zur Verfügung stehenden Liegenschaften verwaltet.
FGG 5 (J5) ist verantwortlich für die langfristige Planung. Hier werden in Zukunft anstehende Ausbildungen geplant, aber auch missionsinterne Übungen wie beispielsweise Evakuierung von Liegenschaften oder MedEvac. Zur Durchführung wird die abgeschlossene Planung an das FGG 3 abgegeben.
FGG 6 (J6) ist verantwortlich für Kommunikation, elektronische Datenverarbeitung und -übertragung. Dies reicht von der Ausgabe von Handfunkgeräten über das Einrichten und Betreiben von Local Area Networks bis zum Betreiben von Satellitenkommunikationsanlagen für die Kommunikation mit Brüssel.
FGG 7 (J7) betreibt den Lessons Identified / Lessons Learned - Prozess und stellt eine gesamtheitliche Betrachtung der Missionstätigkeit sicher.
FGG 8 (J8) verwaltet das Finanzwesen der EUTM gemäß den Bestimmungen des European Peace Facility - Mechanismus (früher „ATHENA“-Mechanismus).
Weiterhin stehen dem MFCdr weitere einzelne Berater zur Seite, unter anderem
- ein Rechtsberater (Legal Adviser – LegAd),
- ein Sanitätsoffizier (immer ein Arzt, meist ein Tropenmediziner),
- ein politischer Berater (Political Adviser – PolAd)
- oder auch ein Psychologe.

### Ausbildung- und Trainingseinheit (Education and Training Task Force – ETTF)
Diese Einheit, die im Koulikoro Training Center (KTC) an der malischen Offizierschule (École militaire interarmes du Mali – EMIA) angesiedelt ist, bietet Schulungen für die Einheiten der malischen Sicherheitskräfte und für Militäreinheiten der G5 Sahel an und unterstützt Schulungen in den militärischen Ausbildungszentren mit dem Ziel, die Führungs- und Managementfähigkeiten von malischen Offizieren und Unteroffizieren zu verbessern. Für Ausbildungen außerhalb der Standorte Koulikorou und Sévaré werden für die jeweils angeforderten Trainings gemischte Ausbilderteams (Combined Mobile Advisory and Training Teams – CMATT) zusammengestellt.
Da sie vom MFHQ abgesetzt operiert und anteilig Einheiten der FP und MED koordiniert, ist der Führungsstab der  ETTF wie das MFHQ (FGG 1 bis FGG 6) gegliedert; allerdings nicht so personalstark und für die Beratungsleistungen der Einzel-Berater muss auf die Berater des MFHQ zurückgegriffen werden.

### Beratereinheit (Advisory Task Force – ATF)
Diese Einheit mit Sitz in Bamako ist für die Beratung und Schulung des Personals des Verteidigungsministeriums, des Generalstabs der Armee und des Hauptquartiers der Militärregionen zuständig. Es berät und schult auch das Hauptquartier der G5 Sahel Joint Force und trägt so zur Konsolidierung und Verbesserung ihrer operativen Fähigkeiten bei.

### Sicherungskräfte (Force Protection – FP)
Die FP-Einheiten schützen die Einrichtungen der Mission. Derzeit sind FP-Einheiten permanent in den Stützpunkten in Koulikoro und Bamako stationiert und begleiten die CMATT bei ihren mobilen Trainingseinheiten im gesamten Mandatsgebiet.

### Sanitätseinrichtungen (Medical Units – MED)
EUTM Mali ist mit medizinischen Einrichtungen und medizinischem Personal gemäß europäischen Standards ausgestattet, die permanent in Bamako, Koulikoro und künftig in Sévaré eingesetzt werden. Das ROLE 2-Feldlazarett (vergleichbar einem Kreiskrankenhaus) im KTC bietet die permanente Möglichkeit, notfallchirurgische Operationen (Damage-control Surgery – DCS) durchzuführen, um verwundetes oder verletztes Personal bis zu seiner Evakuierung in das jeweilige Herkunftsland zu stabilisieren. Betrieben wird es durch International SOS, ein Privatunternehmen, das sich auf solche Einsätze spezialisiert hat.
Daneben gibt es weiterhin militärische Sanitätstrupps, die wie die FP die CMATT bei ihren Ausbildungen im gesamten Mandatsgebiet begleiten können.
Die Mission hat keine eigenen fliegenden Rettungsmittel. Diese Fähigkeit wird über die in Südafrika beheimatete Firma Starlite Aviation bereitgestellt. Diese stellt zwei Super Puma Helikopter sowie eine Beechcraft King Air 200 für MedEvac mit entsprechender medizinischer Ausrüstung in Bamako bereit.

## Beteiligte Nationen
2021 beteiligten sich 26 Nationen mit einer Truppenstärke von rund 1.000 Personen an der Trainingsmission, wobei Spanien mit 527 Personen das größte Kontingent stellt.

### Einsatz der deutschen Bundeswehr
Das erste Mandat des Deutschen Bundestages umfasste den Einsatz von bis zu 180 deutschen Soldaten und war zunächst bis zum 28. Februar 2014 befristet. Am 29. April 2013 wurden erstmals 35 malische Soldaten und Rekruten von deutschen Ausbildern im Koulikoro Training Center (KTC) in Koulikoro unterrichtet.
Am 20. Februar 2014 wurde das UN-Mandat bis zum 28. Februar 2015 für bis zu 250 Soldaten verlängert.
Am 26. Februar 2015 verlängerte der Deutsche Bundestag das Mandat für den Einsatz von bis zu 350 Soldaten bis zum 31. Mai 2016.
Am 12. Mai 2016 verlängerte der Deutsche Bundestag das Mandat der Bundeswehr für ein weiteres Jahr bis zum 29. Juni 2017 für bis zu 300 Soldaten. Das Mandatsgebiet wurde gemäß dem EU-Ratsbeschluss vom 23. März 2016 auf Teile des als unruhig geltenden Nordens ausgeweitet.
Am 22. März 2017 wurde durch den deutschen Bundestag die Verlängerung des Einsatzes bis zum 31. Mai 2018 beschlossen.
Mit einer Erhöhung der Obergrenze um 50 Soldaten auf 350 Bundeswehrsoldaten stimmte der Deutsche Bundestag am 18. Mai 2018 für eine Verlängerung des Einsatzes bis zum 31. Mai 2019.
Am 9. Mai 2019 stimmte der Deutsche Bundestag für eine Verlängerung des Mandats um ein weiteres Jahr. Die Personalobergrenze von 350 Soldaten blieb bestehen.
Am  29. Mai 2020 wurde das Mandat um ein weiteres Jahr verlängert. Es können bis zu 450 Soldatinnen und Soldaten eingesetzt werden.
Am 19. Mai 2021 wurde das Mandat bis zum 31. Mai 2022 verlängert.
Die Bundeswehr hat (2019) für die Ausbildungsmission rund 10 Ausbilder verschiedener Organisationsbereiche in Mali stationiert. Alles in allem sind bei der Mission ca. 160 deutsche Soldaten eingesetzt. Hierzu zählt auch ein Luftumschlagelement, das auch die Soldaten der UN-Mission MINUSMA bei der Verlegung von Bamako nach Gao unterstützt.
Das Mandatsgebiet des deutschen Beitrages zu EUTM Mali umfasst derzeit auch G5 Sahel-Staaten. Neben Mali gehören Mauretanien, Burkina Faso, Tschad und Niger zu dieser Regionalorganisation. Zu Ausbildungs- und Beratungszwecken können Bundeswehrsoldaten auch zeitweise an Hauptquartieren der G5 Sahel-Truppe eingesetzt werden.
Mit dem Bundestagsmandat vom 20. Mai 2022, das bis zum 31. Mai 2023 gültig war, beendete der Deutsche Bundestag die Beteiligung der Bundeswehr an der Mission. Am 30. Mai 2023 verließen die letzten deutschen Soldaten Mali.

#### Deutsche Missionskommandeure
Das Eurokorps stellte im 2. Halbjahr 2015 mit 57 Soldaten den Kernstab und unterstützte damit Deutschland bei der Durchführung dieser Mission. Der Einsatz wurde von Juli 2015 bis Mitte Dezember 2015 von dem Chef des Stabes des Eurokorps, Franz Xaver Pfrengle, geführt. Am 18. Dezember 2015 übergab dieser das Kommando an den Kommandeur der Deutsch-Französischen Brigade, Werner Albl.
Als dritter Deutscher wurde Peter Mirow – wiederum als Kommandeur der DF-Brigade – im November 2018 Mission Force Commander EUTM. Ihm folgte der Österreicher Christian Habersatter.
Seit Juli 2021 leitet Jochen Deuer als vierter Deutscher die Mission.

### Einsatz des österreichischen Bundesheeres
Das österreichische Bundesheer beteiligt sich seit 2013 an der Trainingsmission.
Zuerst nur mit militärmedizinischem und stabsdienstlichem Personal, seit 2015 auch mit Ausbildungspersonal. Grundlage der Entsendung ist der aktueller Ministerratsbeschluss vom 11. Oktober 2018, die UN-Resolution 2085 (2018) und der EU-Ratsbeschluss von 2018 basierend auf Grundlage von 2016/446 GASP im März 2016.
Ab Juni 2019 stellt das Bundesheer ca. 50 Soldaten, darunter den Missionskommandanten, 24 Soldaten im Stab und Kommando der Mission (darunter die Funktion des Gender Adviser), ein Element zur Informationsgewinnung, ein Ausbildungselement sowie nationale Versorgungsanteile und einen Verbindungsoffizier zur EU in Brüssel.

#### Österreichische Missionskommandanten
Brigadier Christian Habersatter führte als erster Österreicher von Juni bis Dezember 2019 als Kommandeur die Mission. Während dieser Zeit vertrat ihn Oberst Karl Krasser als Kommandant der 3. Jägerbrigade.
Von Dezember 2021 bis Juni 2022 wurde die Mission von Brigadier Christian Riener geführt, der zuvor Leiter der Abteilung Einsatzführung und -kontrolle im Verteidigungsministerium in Wien war.